# Clonaria gigliotosi
Clonaria gigliotosi är en insektsart som beskrevs av Daniel Otte och Brock 2005. Clonaria gigliotosi ingår i släktet Clonaria och familjen Diapheromeridae. Inga underarter finns listade i Catalogue of Life.